# Clara María González de Amezúa
Clara María González de Amezúa Noriega est une femme d'affaires, restauratrice, écrivaine et gastronome espagnole, née le 26 décembre 1929 à Madrid et morte le 16 août 2024 dans la même ville.
En 2015, l'Académie royale de la gastronomie lui décerne le prix national de la gastronomie.

## Biographie

### Enfance
Elle naît le 26 décembre 1929 à Madrid dans une famille aisée. Son père, Agustín González de Amezúa, est un intellectuel à l'intense activité culturelle et sociale qui devint président de l'Académie royale d'histoire. Son frère, Ramón González de Amezúa, est organiste et directeur de l'Académie royale des Beaux-Arts Saint-Ferdinand.
Elle apprend à cuisiner en lisant des auteurs comme Auguste Escoffier et en observant pendant deux ans la cuisine du restaurant Horcher (en), où elle passe ses journées assise. Elle se forme ensuite dans les écoles Le Cordon Bleu Paris et L'École de Cuisine La Varenne.

### Carrière
Elle est une femme de vocation et une grande pionnière dans la gastronomie espagnole. Elle contribue au positionnement de la gastronomie espagnole et aide de nombreux cuisiniers
En 1970, lors d'un voyage aux États-Unis, elle découvre à New York un magasin d'ustensiles de cuisine très sélectionnés, ce qui est l'élément déclencheur de sa décision d'ouvrir un établissement similaire à Madrid. Elle s'inspire de deux établissements, les boutiques d'Elisabeth David, qu'elle découvre chez Williams Sonoma, à San Francisco, et la boutique de New York, où une dame donne des cours de cuisine et de pâtisserie, et utilise l'héritage de son père pour créer Alambique avec trois associées : Helena Lind de Suède, Giuliana Calvo Sotelo d'Italie, et l'éditrice valencienne Amparo Soler Gimeno (es),.
Lancé en 1975, Alambique devient le premier magasin d'ustensiles de cuisine sur le marché espagnol et, malgré le manque de succès annoncé, 40 ans plus tard, il reste au même endroit et s'est développé pour atteindre 22 franchises dans toute l'Espagne. Par la suite, Clara María González de Amezúa devient la propriétaire exclusive d'Alambique, en rachetant ses parts à ses partenaires initiaux.
Une fois le magasin lancé, elle crée une école de cuisine dont les premiers professeurs sont ses partenaires, donnant des cours sur la paella, la cuisine italienne et la cuisine nordique. Connaissant bien la cuisine française, Clara María González de Amezúa cherche à contribuer à la formation des chefs espagnols en faisant venir dans son école de grands chefs français qui viennent à Madrid lorsque leurs restaurants sont fermés pour l'hiver. Des noms comme Laurent Tarridec (en 1983 et 1984), Alain Ducasse (en 1984 et 1985), Alain Gigant (de 1985 à 1991) et Claude Maison D'Arblay (de 1993 à 1997) passent par l'école de cuisine.
Défenseure de la cuisine espagnole, elle conseille et soutient de jeunes chefs comme José Andrés, Toño Pérez, Carlos Posadas, Juanjo López Bedmar et Manuel Domínguez.

### Lutte féministe
González lance un appel aux femmes pour qu'elles continuent à revendiquer l'égalité : « La société doit nous écouter davantage car nous avons un bon sens que les hommes n'ont pas ». Elle est une femme combative et passionnée pour la gastronomie qui préfère la tradition et le fait mains aux robots de cuisine.

### Mort
Elle meurt le 16 août 2024 à Madrid.

## Vie privée
En 1956, Clara María se marie avec Lino Llamas et ils ont huit enfants,,.